# إعلان تحرير العبيد

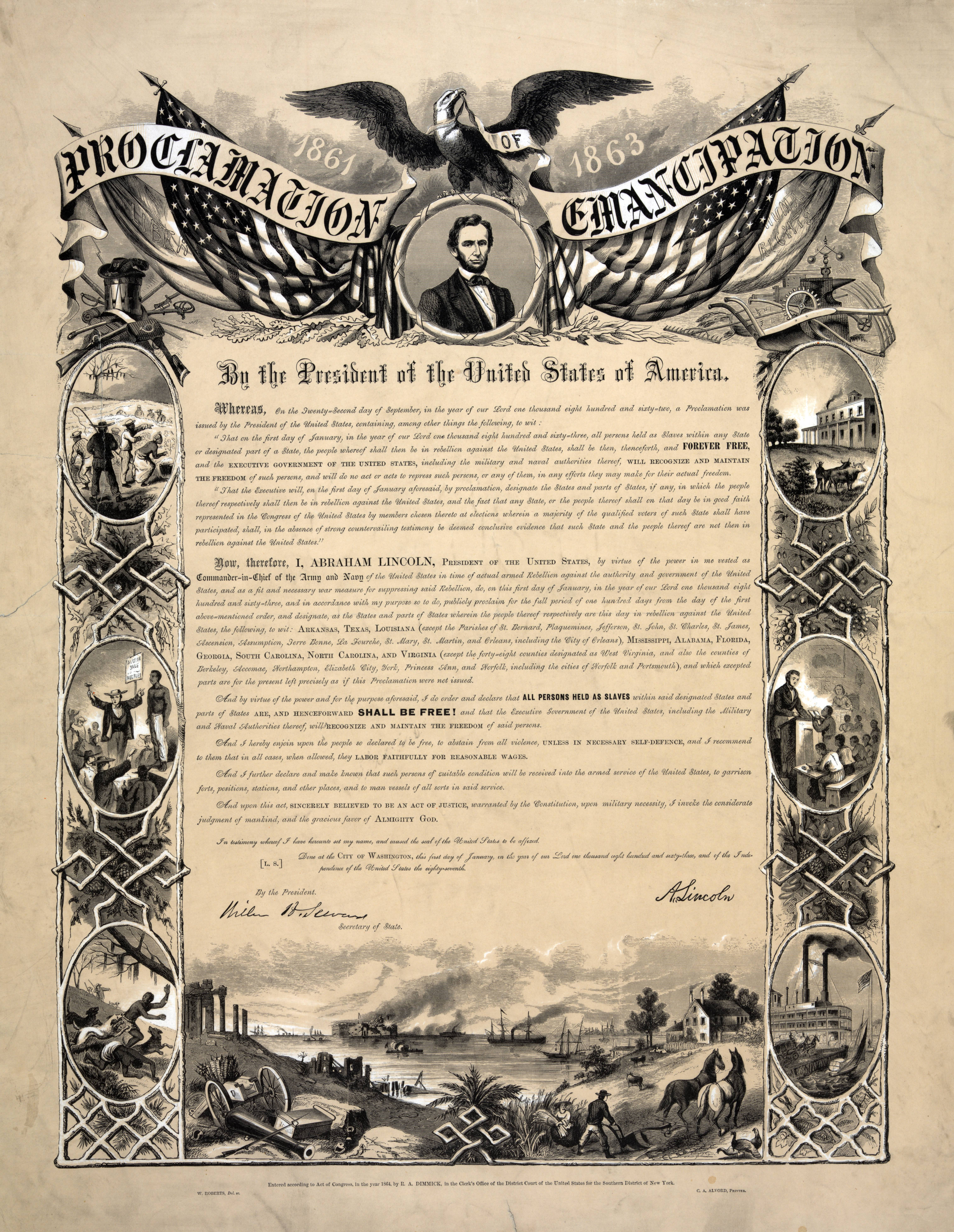

إعلان تحرير العبيد، إعلان رئاسي وقرار تنفيذي أصدره الرئيس أبراهام لنكولن في 1 يناير 1863. فقد عمد إلى تغيير الوضع القانوني الفيدرالي لأكثر من 3 ملايين مستعبد في مناطق معينة من الجنوب من «الرقيق» إلى «الحر»، بالرغم من تأثيره الفعلي الذي كان أقل من ذلك. وكان الأثر العملي أنه بمجرد هروب العبد من سيطرة الحكومة الكونفدرالية أو من خلال تقدمه للقوات الاتحادية يصبح العبد حرًّا من الناحية القانونية. وفي نهاية المطاف وصل التحرير لجميع العبيد المعنيين.

## تاريخ
في بادئ الأمر، بدأت الحرب الأهلية بين الشمال والجنوب عندما حارب الشمال لمنع انفصال الجنوب والحفاظ على الاتحاد. لم يكن إنهاء العبودية هدفا للحرب. تغير ذلك في أيلول 1862، عندما أصدر الرئيس أبراهام لنكولن إعلان التحرير المبدئي الذي نص على تحرير العبيد الموجودين في تلك الولايات أو أجزاء من تلك الولايات التي لا تزال في حالة تمرد اعتبارا من 1 يناير 1863. وبعد مائة يوم من ذلك، أصدر لنكولن إعلان التحرير معلنا «إن جميع الأشخاص المحتجزين كعبيد» في المناطق المتمردة «هم ومن الآن فصاعدا أحرار». كانت خطوة لينكولن الجريئة إجراء عسكريا أمل من ورائه أن يلهم العبيد في الكونفدرالية بدعم قضية الاتحاد. ونظرا لكونه تدبير عسكري، كان الإعلان محدودا من نواح عديدة. فهو لا ينطبق إلا على الولايات التي انفصلت عن الاتحاد، وترك الرق على حاله في الولايات الحدودية. وعلى الرغم من أن إعلان التحرير لم ينه العبودية، فإنه حول طبيعة الحرب بشكل أساسي. ومن الآن فصاعدا، وسع كل تقدم للقوات الاتحادية نطاق الحرية. وعلاوة على ذلك، أعلن الإعلان قبول الرجال السود في الجيش الاتحادي والبحرية. ولدى نهاية الحرب، كان ما يقرب من 200,000 من الجنود والبحارة السود قد حاربوا من أجل الاتحاد والحرية.

## إعلان تحرير العبيد
انتهت العبودية في مقاطعة كولومبيا، بموافقة مجلس الكونغرس زمن أبراهام لينكولن عام 1862، مع تعويضات بسيطة. أصبحت هذه القضية التي طال أمدها، قابلة للحل في ذلك الوقت لأن أعضاء مجلس الشيوخ في الولايات المتمردة، والذين منعوا مثل هذه الإجراءات أو إيجاد الحلول سابقًا، غادروا الكونغرس عام 1861. أما بالنسبة للولايات الأخرى، فقد اعتقد لينكولن بمنصبه رئيسًا للبلاد أنه لا يتمتع بالسلطة الكافية لإنهاء العبودية، كونها كانت مسألة تتعلق بكل ولاية على حدة. ومع ذلك، لم يكن لينكولن رئيسًا فحسب، بل كان القائد الأعلى للقوات المسلحة، لذا كان بإمكانه اتخاذ التدابير العسكرية. قيدت أوامره إعلان التحرر في تلك المناطق المتمردة، حيث لم تُحترَم الحكومة المدنية، وبالتالي فرض سلطته العسكرية. أضر لينكولن بالجنوب اقتصاديًا بطرد الأيدي العاملة كإجراء من إجراءات الحرب، وساعد الاتحاد عسكريًا عن طريق جعل العبيد جنودًا تابعين للاتحاد بعد تحريرهم، بالإضافة إلى إعلانه اعترافًا ضمنيًا تجاه المواطنين السود وذلك من خلال قبول انضمامهم إلى صفوف الجنود وإمدادهم بالسلاح (لم يكن حتى هذه المرحلة أي وجود للسود في مواقع القتال في صفوف الجيش)، بالإضافة إلى إنهاء الإعلان عن أي فرص لحصول الحكومة الكونفدرالية على اعتراف من إنجلترا أو فرنسا، اللتين كانتا معاديتين للرق وازداد دعمهما للاتحاد. شكّل هذا تحولًا كبيرًا في الأهداف المرجوة من الحرب، واعترافًا بما كان الجنوب يدعيه دائمًا: كان الاتحاد يخوض الحرب لإنهاء العبودية. كانت هذه نقطة تحول للحرب نفسيًا.
وُجه الإعلان إلى جميع المناطق المتمردة وجميع قطاعات السلطة التنفيذية (بما في ذلك الجيش والبحرية) في الولايات المتحدة. أُعلنت حرية جميع العبيد في عشر ولايات من الولايات المتحدة عن طريق التمرد. على الرغم من تحرر العبيد في بعض الولايات بدون عنف أو تمرد، خاصة تلك الولايات الحدودية مثل ديلاوير وماريلاند وكنتاكي وميسوري، إلا أن النظرية لا تزال تنطبق على أكثر من 3.5 مليون من العبيد من أصل 4 ملايين عبد في كامل أرجاء البلاد.
تبع الإعلان سلسلة من التحذيرات في صيف عام 1862 بموجب قانون المصادرة الثاني، ما منح أنصار الكونفدرالية 60 يومًا لأخذ قرار الاستسلام أو مواجهة مصادرة الأراضي والعبيد. أمر الإعلان أيضًا بإلحاق الأشخاص المناسبين من بين المفرج عنهم للالتحاق بالخدمة مدفوعة الأجر ضمن قوات الولايات المتحدة، وأمر جيش الاتحاد (وجميع قطاعات السلطة التنفيذية) «بالاعتراف بحرية العبيد السابقين والحفاظ عليها». لم يعوض الإعلان المالكين، ولم يحرم العبودية، ولم يمنح الجنسية للعبيد السابقين (يُطلق عليهم الأحرار). ولكن بالإضافة إلى هدف الحفاظ على الاتحاد، فقد أوضح ولأول مرة بأن إلغاء العبودية هو من الأهداف المباشرة للحرب. كانت الأهمية الرمزية للحكومة الفدرالية التي تحظر الرق، حتى بطريقة محدودة، كبيرة. كان الاتحاد (البلد) لأول مرة، ملتزمًا علنًا بإنهاء العبودية في كل مكان. ما يعني عدم استطاعة العبيد الهاربين العودة إلى الجنوب، وذلك لغياب القوانين التي تضمن حقوق العبيد الهاربين. وأوضح أنه بإمكان العبيد السابقين القتال في الجيش ضد مالكيهم السابقين، باستخدام الأسلحة التي يوفرها الجيش الشمالي. ما سيؤمن قوات جديدة لجيش الاتحاد قريبًا، لكن تأثيره النفسي كان هائلًا أيضًا. كان هذا كابوس الجنوب: ثورة العبيد التي يدعمها الشمال.
حُرر نحو 25,000 إلى 75,000 عبدًا على الفور في المناطق الكونفدرالية حيث كان الجيش الأمريكي مسيطر فعليًا. لا يمكن تنفيذ مثل هذه القرارات في المناطق التي ما زالت في حالة تمرد، ولكن عندما سيطر جيش الاتحاد على المناطق الكونفدرالية، وفر الإعلان الإطار القانوني لتحرير أكثر من ثلاثة ملايين ونصف مليون عبد في تلك المناطق. وفقًا لقانون العبيد الهاربين لعام 1850، كان العبيد الهاربون قبل الإعلان إما يعودون إلى أسيادهم أو يُحتجزون في المعسكرات على أنهم مواد ممنوعة مهربة، لإرجاعهم لأسيادهم لاحقًا. ينطبق الإعلان على العبيد الموجودين في الأراضي التي تسيطر عليها الكونفدرالية فقط، لا ينطبق على العبيد الموجودين في الولايات التي لم يكن فيها علامات للتمرّد (كنتاكي وماريلاند وديلاوير وميسوري، التي لم يُكشف عن أسمائهم)، ولا على تينيسي (لم يُكشف عنها ولكن احتلتها قوات الاتحاد منذ عام 1862) وفي لويزيانا السفلى (أيضًا تحت الاحتلال)، واستبعدت على وجه التحديد تلك المقاطعات التابعة لولاية فرجينيا والتي شكلت بعد ذلك ولاية فرجينيا الغربية. كما استُبعدت (بالاسم) بعض المناطق التي سيطر عليها جيش الاتحاد بالفعل.
كان من المُخطط تحرير العبيد في تلك الأماكن بعد إجراءات منفصلة تقوم بها الدولة (كما هو الحال في ولاية فرجينيا الغربية) أو بعد التصديق على الإعلان في ديسمبر 1865، بعد التعديل الثالث عشر في دستور الولايات المتحدة، الذي جعل العبودية والاستعباد القسري، باستثناء العبيد الذين أدينوا بجرائم، غير قانونيين في كل مكان خاضع للسلطة القضائية الأمريكية.
أصدر لينكولن في 22 سبتمبر 1862، تحذيرًا أوليًا يأمر فيه بتحرير جميع العبيد في أي ولاية لم ينته تمردها على الاتحاد بحلول 1 يناير 1863. لم تقم أي من الولايات الكونفدرالية بذلك، ووُقع على قرار لينكولن ودخل حيز التنفيذ في 1 يناير 1863. أغضب إعلان تحرير العبيد الجنوبيين البيض والمؤيدين لهم، الذين رأوا أنها بداية حرب عرقية، شبيهة بالتي دارت في هايتي.
وسّع إعلان تحرير العبيد أهداف الحرب الأهلية. رغم أن العبودية كانت قضية رئيسية أدت إلى الحرب، إلا أن هدف لينكولن المعلن الوحيد في بداية الحرب كان الحفاظ على الاتحاد. جعل الإعلان من تحرير العبيد الهدف الأسمى الذي تكاتفت جهود الاتحاد في الحرب من أجله. كان إعلان تحرير العبيد أحد هدفي الحرب الرئيسيين اللذين وُضعا لردع التدخل البريطاني والفرنسي. لم يُطعن بإعلان تحرير العبيد في المحكمة. لضمان إلغاء العبودية في جميع الولايات المتحدة، ضغط لنكولن لتمرير التعديل الثالث عشر، وأصرّ على ضرورة إلغاء دساتير الولايات المتحدة القديمة وخطط لإعادة إعمار الولايات الجنوبية. أقر الكونغرس التعديل الثالث عشر بتصويت ثلثي المجلس الضروريين في 31 يناير 1865، وصدقت عليه الولايات في 6 ديسمبر 1865، ما أنهى العبودية بطريقة قانونية في الولايات المتحدة.

## السلطة
لم يستخدم دستور الولايات المتحدة لعام 1787 كلمة «العبودية» ولكنه تضمن عدة أحكام فيما يتعلق بالأشخاص غير الأحرار. خصصت تسوية الثلاثة أخماس (في المادة 1، القسم 2) تمثيلًا للكونجرس استنادًا إلى «العدد الإجمالي للأشخاص الأحرار» و «ثلاثة أخماس بقية الأشخاص الآخرين». بموجب بند العبيد الهاربين (المادة 4، القسم 2)، «يُطلق سراح [شخص] محتجز للخدمة أو العمل في إحدى الدول» عن طريق الهروب إلى دولة أخرى. سمحت المادة الأولى في الفصل التاسع للكونغرس في عام 1808، بإصدار تشريع لحظر «استيراد الأشخاص». ومع ذلك، لغرض التعديل الخامس في الدستور الأمريكي الذي نص على أنه «لا يجوز حرمان أي شخص من العيش أو الحرية أو اقتناء الممتلكات، دون اتباع الإجراءات القانونية اللازمة» - يُفهم أن العبيد هم ملكية خاصة. على الرغم من استخدام مؤيدي إلغاء عقوبة الإعدام التعديل الخامس حجة للدفاع عن العبودية، إلا أنه كان جزءًا من الأساس القانوني الذي نص على معاملة العبيد وكأنهم ممتلكات خاصة بعد قرار دريد سكوت ضد ساندفورد (1857). كانت العبودية من الناحية الاجتماعية، مؤيدة أيضًا من قبل القانون والممارسات الثقافية لتفوق العرق البيض. ومع ذلك، نصت كل ولاية شمالية بين عامي 1777 و 1804، على الإلغاء الفوري أو التدريجي للرق باستثناء الولايات الحدودية مع ماريلاند وديلاوير. لم تلغ ماريلاند العبودية حتى عام 1864، وكانت ديلاوير واحدة من آخر الولايات التي تمسكت بالعبودية، كان لا يزال قانونيًا امتلاك العبيد في ولاية ديلاوير حتى بعد صدور التعديل الثالث عشر. لم ترضخ أي ولاية جنوبية لذلك، واستمر تزايد عدد العبيد في الجنوب، إذ وصل إلى ذروته وبلغ نحو أربعة ملايين شخص في بداية الحرب الأهلية الأمريكية، وذلك عندما سعت معظم ولايات العبيد إلى الانفصال عن الولايات المتحدة.